# Stanisław Wyszyński (aktor)
Stanisław Wyszyński (ur. 12 stycznia 1932 w Wilnie, zm. 12 grudnia 2012 w Warszawie) – polski aktor filmowy i teatralny. Ukończył Państwową Wyższą Szkołę Teatralną w Warszawie w 1955. Występował jako aktor w warszawskich teatrach oraz w Teatrze Telewizji. Był także aktorem dubbingowym.

## Filmografia
- Plebania (2001, 2006, 2008)
- 13 posterunek (1997–1998)
- Dom (1997)
- Zabij mnie glino (1987)
- Polonia Restituta (1980–1982)
- Wiśnie (1978)
- Rekolekcje (1977)
- Wielki układ (1976)
- Gąszcz (1974)
- Koncert (1974)
- Na niebie i ziemi (1973)
- Anatomia miłości (1972)
- Piwo (1965)
- Kapitan Sowa na tropie, odc. Gipsowa figurka (1965) − scenarzysta Nawrocki (odc. 1)
- Żona dla Australijczyka (1963)
- Przygoda noworoczna (1963)
- Przeciwko bogom (1961)
- Dotknięcie nocy (1961)
- Zezowate szczęście (1960)
- Rok pierwszy (1960)